# بيلي باتلر
بيلي باتلر (بالإنجليزية: Billy Butler)‏ (17 مارس 1900 في المملكة المتحدة - 11 يوليو 1966 بديربان في المملكة المتحدة) هو لاعب كرة قدم بريطاني (وحمل سابقاً جنسية المملكة المتحدة لبريطانيا العظمى وأيرلندا) في مركز جناح ‏. شارك مع منتخب إنجلترا لكرة القدم. أما مع النوادي، فقد لعب مع بولتون واندررز ونادي ريدنغ.

## وصلات خارجية
- بيلي باتلر على موقع ناشيونال فوتبول تيمز (الإنجليزية)